# Lukáš Mareček
Lukáš Mareček [ˈlʊkaːʃ ˈmarɛtʃɛk] (* 17. April 1990 in Ivančice) ist ein tschechischer Fußballspieler.

## Spielerkarriere

### Vereinskarriere
Mareček begann mit dem Fußballspielen bei Sokol Domašov-Říčky. 1999 wechselte er zum FC Zbrojovka Brünn. Anfang 2008 schaffte der Mittelfeldspieler den Sprung in den Profikader. Mareček debütierte am 17. Februar 2008 im Spiel gegen Viktoria Pilsen in der Gambrinus Liga. Nach 50 Erstligaspielen für den FC Zbrojovka Brünn wechselte Mareček Ende Januar 2010 zum belgischen Spitzenklub RSC Anderlecht. In Brüssel unterschrieb der Tscheche einen Viereinhalbjahresvertrag. 2010 und 2012 wurde er mit der Mannschaft belgischer Meister sowie 2010 (ohne Einsatz) Supercupsieger. Nach drei Spielzeiten wurde er in der Saison 2012/13 an den SC Heerenveen verliehen.
Nach Ablauf dieser Ausleihe wechselte er zur Saison 2013/14 zurück nach Tschechien zu Sparta Prag. Für den Wechsel erhielt der RSC Anderlecht die bis dahin für den Verein höchste Ablösesumme von 5 Millionen Euro. Mareček unterschrieb bei Prag einen Vertrag über fünf Jahre. Mit der Mannschaft gewann er 2014 die tschechische Meisterschaft sowie den nationalen Pokal.
Im Winter-Transferfenster der Saison 2017/18 wechselte Mareček wieder nach Belgien zum SC Lokeren in der belgischen Division 1A. Auch als der Mannschaft zur Saison 2019/20 in die Division 1B abstieg, blieb er zunächst im Verein, wechselte dann Anfang 2020 jedoch zurück nach Tschechien zu FK Teplice.

### Nationalmannschaft
Mareček durchlief zwischen 2005 und 2012 alle tschechischen Juniorennationalmannschaften von der U16 bis zur U21. Mit der U19-Auswahl nahm er an der U19-Europameisterschaft 2008 und mit der U20-Auswahl an der U20-Weltmeisterschaft 2009 teil. 2011 nahm er mit der U21-Nationalmannschaft an der U21-Europameisterschaft teil und belegte mit ihr dort den vierten Platz, wobei er in drei Turnierspielen zum Einsatz kam.
Am 24. März 2016 debütierte er in einem Freundschaftsspiel gegen Schottland in der tschechischen A-Nationalmannschaft und bestritt bis zur Mitte des Jahres noch zwei weitere Länderspiele, wurde anschließend jedoch nicht mehr in die Nationalmannschaft berufen.

### Erfolge
- Belgischer Meister: 2010, 2012
- Tschechischer Meister: 2014
- Tschechischer Pokalsieger: 2014